# Mistrovství Československa v cyklokrosu 1977
Mistrovství Československa v cyklokrosu 1977 se konalo v sobotu 15. ledna  1977 v Brně Lesné.
Délka závodu byla 14,7 km a jelo se na hodinu plus jedno kolo.

## Přehled
| Poř.             | Jméno            | Čas        |
| Zlatá medaile    | Miloš Fišera     | 1:12:14 h  |
| Stříbrná medaile | Vojtěch Červínek | + 0:12 min |
| Bronzová medaile | Jiří Kvapil      | + 1:04 min |
| 4                | Václav Pochop    | + 3:32 min |
| 5                | Valeš            | + 5:44 min |
| 6                | Planeta          | + 6:23 min |